# Hubert Chantrenne
Ne doit pas être confondu avec Hubert Chantraine.
Hubert Chantrenne (né le 19 septembre 1918 à Couvin et mort le 16 octobre 2007 à Auderghem,, ) est un scientifique belge, pionnier de la biologie moléculaire à l'Université libre de Bruxelles.
Il a élucidé le rôle de messager joué par l'acide ribonucléique dans la biosynthèse des protéines dans les ribosomes, organelles du cytoplasme cellulaire.

## Récompenses et honneurs
En 1963, Hubert Chantrenne est récompensé par le prix Francqui pour ses recherches. Il reçoit en 1980 un Prix quinquennal du FNRS.
Une salle de l'aéropole de Gosselies a été nommée en hommage à Hubert Chantrenne.

## Principales publications
- Chantrenne H, Devreux S., Effects of 8-azaguanine on the synthesis of protein and nucleic acids in Bacillus cereus, Nature. 1958 Jun 21;181(4625):1737-1738.
- Chantrenne h., The Biosynthesis of proteins, Pergamon Press, 1961, 220 p.
- Chantrenne H., The polyribosomes, agents of protein synthesis, Arch. Biol. (Liège). 1965;76(2):307-316.
- Rheinberger H.-J., Cytoplasmic particles in Brussels (Jean Brachet, Hubert Chantrenne, Raymond Jeener) and at Rockefeller (Albert Claude), 1935-1955, History and philosophy of the life sciences (Hist. philos. life sci.), 1997, vol. 19, no 1 (dissem.), p. 47-67.